# المفاعل دون الحرج
المفاعل دون الحرج هو مفهوم مفاعل الانشطار النووي الذي ينتج الانشطار دون تحقيق الحرجية.

## نبذة
بدلاً من تفاعل سلسلة الاستدامة، يستخدم المفاعل دون الحرج نيوترونات إضافية من مصدر خارجي.

## الأنواع
يوجد فئتان عامتان من هذه الأجهزة وهي:
- الفئة الأولى تستخدم النيوترونات التي توفرها آلة الاندماج النووي، وهو مفهوم يعرف باسم الهجين الانشطار النووي.[3]
- الفئة الثانية تستخدم النيوترونات التي تم إنشاؤها من خلال تباعد نووي بواسطة جسيمات مشحونة مثل البروتونات التي يتم تسريعها بواسطة مسرع الجسيمات، وهو مفهوم يعرف باسم نظام يحركه المسرع أو مفاعل شبه حرج يحركه المسرع.[4]